# 尼爾森灣 (麥克羅伯特森地)
67°36′S 64°34′E / 67.600°S 64.567°E
尼爾森灣（英語：Nilsen Bay）是南極洲的海灣，位於麥克羅伯特森地的斯特拉漢冰川以西，處於戴利角東南面33公里，該海灣在1931年2月發現，現時由南極條約體系管理。